# Deoli (Rajasthan)
Deoli è una suddivisione dell'India, classificata come municipality, di 20.023 abitanti, situata nel distretto di Tonk, nello stato federato del Rajasthan. In base al numero di abitanti la città rientra nella classe III (da 20.000 a 49.999 persone).

## Geografia fisica
La città è situata a 25° 48' 28 N e 75° 24' 21 E.

## Società

### Evoluzione demografica
Al censimento del 2001 la popolazione di Deoli assommava a 20.023 persone, delle quali 10.770 maschi e 9.253 femmine. I bambini di età inferiore o uguale ai sei anni assommavano a 2.978, dei quali 1.579 maschi e 1.399 femmine. Infine, coloro che erano in grado di saper almeno leggere e scrivere erano 13.970, dei quali 8.337 maschi e 5.633 femmine.